# Edward Westminster
Edward Westminster (ur. 13 października 1453 w Westminsterze, zm. 4 maja 1471 pod Tewkesbury) – książę Walii, następca tronu z dynastii Lancasterów, jedyny syn króla Anglii Henryka VI i Małgorzaty Andegaweńskiej. Jedyny w historii książę Walii, który zginął w bitwie.
Król Henryk VI cierpiał na zaburzenia psychiczne i na kilka miesięcy przed narodzinami Edwarda popadł w obłęd. Odzyskał zmysły w okolicach Bożego Narodzenia 1454 r. 30 grudnia 1454 r. oznajmiono publicznie, że Henryk uznał swojego syna. Według innego przekazu, kiedy przyniesiono mu dziecko, król miał ze zdumienia podnieść ręce do góry i orzekł, że musi to być syn Ducha Świętego. W kraju również nie wierzono w ojcostwo Henryka. Mówiono, że Edward jest podrzutkiem lub synem któregoś z zauszników królowej – hrabiego Wiltshire lub Edmunda Beauforta księcia Somerset. Ten drugi, zgodnie z życzeniem królowej Małgorzaty, został jednym z ojców chrzestnych Edwarda.
15 marca 1454 r. Edward otrzymał tytuł księcia Walii, zwyczajowy tytuł następcy angielskiego tronu. Wobec postępującej choroby psychicznej Henryka VI królowa próbowała wymóc na nim abdykację, aby tron objął Edward, jednak król nie zamierzał ustępować.
Pozycja rodziny królewskiej była jednak zagrożona. Kraj ogarniała wojna między stronnikami królowej a stronnikami królewskiego kuzyna, Ryszarda Plantageneta księcia Yorku. Wprawdzie York jako regent Królestwa złożył w 1453 r. przysięgę na wierność Edwardowi, to jednak z biegiem czasu zaczął walczyć o koronę dla siebie. W 1460 r. pokonał wojska lancasterskie pod Northampton i zawarł ugodę z pojmanym królem Henrykiem. W myśl jej postanowień Edward został pozbawiony prawa do tronu, który po śmierci Henryka miał przypaść księciu Yorku.
Reakcja matki Edwarda była natychmiastowa. Na czele zebranej w Szkocji armii wkroczyła do Anglii. Yorkiści zostali pokonani pod Wakefield, a Ryszard książę Yorku stracił życie. Fortuna jednak rychło odwróciła się od Lancasterów. W 1461 r. zostali pobici pod Towton. Królem Anglii został syn Yorka, Edward IV, a Henryk, Małgorzata i Edward uciekli do Szkocji. Następnie schronili się w Walii, by ostatecznie uciec do Francji.
Małgorzata wychowywała Edwarda w nienawiści i dążeniu do odwetu. Książę wyrósł na aroganckiego i zarozumiałego młodzieńca. Ambasador Mediolanu pisał o nim w 1466 r.: Ten chłopiec, choć ma zaledwie lat trzynaście, nie mówi o niczym tylko o ścinaniu głów i wojowaniu, jakby wszystko było w jego rękach albo jakby sam był bogiem wojny. Książę wraz z matką przebywali w darowanym im przez króla Ludwika XI Amboise.
W czerwcu 1470 r. postanowiono o małżeństwie Edwarda z córką dotychczasowego wroga jej matki, hrabiego Warwick – Anną. Ślub Edwarda i Anny odbył się 13 grudnia 1470 r. w zamku w Amboise. Udzielił go wikariusz generalny Bayeux, po uzyskaniu dyspensy od patriarchy Jerozolimy. Małżeństwo to najprawdopodobniej nie zostało skonsumowane.
Nazajutrz po zaślubinach małżonkowie wraz matkami wyjechali do Paryża. Tam przygotowywano się do powrotu do Anglii, gdzie hrabia Warwick pokonał Edwarda IV i przywrócił tron Henrykowi VI.
Edward wraz z matką i żoną przybył do Anglii w Niedzielę Wielkanocną 1471 r. Następnego dnia po wylądowaniu nadeszły wieści o zwycięstwie Edwarda IV pod Barnet i śmierci Warwicka. Lancasterowie wydali Edwardowi IV bitwę 4 maja 1471 r. pod Tewkesbury. Zakończyła się ona całkowitą klęską Lancasterów. Edward zginął podczas ucieczki z pola bitwy. Został zamordowany przez ludzi, którymi dowodził George Plantagenet, jego szwagier; książę błagał o darowanie mu życia. Został pochowany w opactwie Tewkesbury.
Wdowa po nim poślubiła Ryszarda, księcia Gloucester, późniejszego króla Ryszarda III.